# L'Auberge espagnole
L'Auberge espagnole (bra: O Albergue Espanhol; prt: A Residência Espanhola) é um filme de comédia dramática e romântica franco-espanhol de 2002, escrito e realizado por Cédric Klapisch. Protagonizado por Romain Duris, Judith Godrèche, Audrey Tautou e Kelly Reilly.
É o primeiro filme de uma trilogia, que teve sequência em 2005 com Les Poupées russes e em 2013 com Casse-tête chinois.

## Enredo
Tendo como cenário Barcelona, a história acompanha o destino de Xavier, um estudante de Economia, que viaja através de um programa de intercâmbio popular na Europa, o Erasmus.
Xavier chega à Espanha totalmente despreparado, sem saber falar espanhol e catalão, triste por deixar a sua namorada para trás, confuso sobre quem é ou que laços pode criar nesta cidade estrangeira. Em busca de um lugar para ficar, ele acaba por encontrar um casal francês recém-casado, um médico e sua solitária esposa, Anne-Sophie, que lhe oferecem o sofá. Depois, encontra um lugar definitivo, um apartamento com sete estudantes europeus de nacionalidades tão variadas quanto as suas personalidades e sexualidade. Segundo Xavier, a multiplicidade de línguas faz lembrar o caos que existe na sua cabeça.
O apartamento fica conhecido como Auberge espagnole, literalmente "albergue espanhol", que na gíria significa um lugar onde as culturas se misturam como num caldeirão, onde não há regras e tudo pode acontecer. Na verdade, o apartamento lotado cedo torna-se cenário de confusões engraçadas à medida que os estudantes de diferentes culturas experimentam o amor e diferentes maneiras de ver a vida, tentando imaginar como será o futuro.
Xavier vê-se envolvido numa teia de mulheres: a namorada francesa Martine, que parece distante mesmo tendo vindo visitá-lo; a sua melhor amiga no albergue e instrutora sexual, a belga Isabelle, que gostaria que Xavier fosse mulher; e a reprimida Anne-Sophie, por quem Xavier sente um afeto que acaba desembocando num amor proibido.
Mesmo com corações partidos e com o tumulto e a confusão que se vive no apartamento, surge uma espécie de unidade a partir dos sonhos que os seus habitantes têm em comum. Surge, também, a certeza que nenhum deles será igual depois das experiências que vivenciaram ali.

## Elenco
| - Romain Duris… Xavier - Judith Godrèche… Anne-Sophie - Audrey Tautou… Martine, a namorada de Xavier - Cécile de France… Isabelle - Kelly Reilly… Wendy - Cristina Brondo… Soledad - Federico D'Anna… Alessandro - Barnaby Metschurat… Tobias - Christian Pagh… Lars - Kevin Bishop… William, o irmão de Wendy | - Xavier de Guillebon… Jean-Michel, o marido de Anne-Sophie - Wladimir Yordanoff… Jean-Charles Perrin - Irène Montala… Neus - Javier Coromina… Juan - Iddo Goldberg… Alistair - Martine Demaret… a mãe de Xavier - Olivier Raynal… Bruce - Paulina Galvez… a professora de flamenco - Jacno… o pai de Xavier |

## Recepção
Em base de 31 avaliações profissionais, alcançou uma pontuação de 65% no Metacritic, o que indica "revisões geralmente favoráveis".

## Banda sonora
| N.º            | Título                               | Música          | Intérprete          | Duração |  |
| 1.             | "Générique"                          |                 | Kouz-1 ft. Ardag    | 1:58    |  |
| 2.             | "El Timbre no funciona"              |                 | Kouz-1              | 3:57    |  |
| 3.             | "La cocinera"                        |                 | Mala Rodriguez      | 3:26    |  |
| 4.             | "Ai du"                              |                 | Ali Farka Touré     | 7:09    |  |
| 5.             | "Betece"                             |                 | Africando All Stars | 5:04    |  |
| 6.             | "Reino de Silia"                     |                 | Vicente Amigo       | 4:19    |  |
| 7.             | "Waltz op. 64 no 2 in c-sharp minor" | Frédéric Chopin | Arthur Rubinstein   | 3:44    |  |
| 8.             | "No Surprises"                       |                 | Radiohead           | 3:49    |  |
| 9.             | "Aerodynamic"                        |                 | Daft Punk           | 3:33    |  |
| 10.            | "Cambia la vida"                     |                 | Ardag               | 4:18    |  |
| 11.            | "Que viva la noche"                  |                 | Sonia & Selena      | 3:40    |  |
| 12.            | "Le rêve de l'Hippocampe"            |                 | Kouz-1              | 2:23    |  |
| Duração total: | Duração total:                       | Duração total:  | Duração total:      | 47:25   |  |

## Prémios e nomeações
Vencidos:
- César de Atriz Revelação — Cécile de France
- Lumières de la presse étrangère de Melhor Roteiro — Cédric Klapisch

Nomeações:
- César de Melhor Filme
- César de Melhor Realizador — Cédric Klapisch
- César de Melhor Atriz Secundária — Judith Godrèche
- César de Melhor Argumento — Cédric Klapisch
- César de Melhor Montagem — Francine Sandberg
- Lumières de la presse étrangère de Atriz Revelação — Cécile de France